# Jevhen Pichkur
Jevhen Pichkur (in ucraino Валерій Анатолійович Чорний?; 30 agosto 1979) è un ex calciatore ucraino.

## Carriera da giocatore
Ha iniziato la sua carriera come giocatore del Kramators'k. Ha giocato anche per il Hirnyk Kryvyj Rih Kremin' Kremenčuk, Oleksandrija. Nel 2008 si è trasferito alla squadra di Desna Černihiv per poi passare al Volyn, Vorskla, Helios Charkiv, Inhulec, per poi terminare la sua carriera al Kolos Kovalivka.